# 第48回トロント国際映画祭
第48回トロント国際映画祭（だい48かいトロントこくさいえいがさい、2023 Toronto International Film Festival）は、2023年9月7日から17日まで開催される。オープニング作品は宮崎駿監督による『君たちはどう生きるか』、クロージング作品はトム・ジニー監督によるシルベスター・スタローンのNetflixドキュメンタリー映画『スライ:スタローンの物語』が上映される。観客賞(ピープルズ・チョイス・アウォード)はコード・ジェファーソン監督のアメリカ映画『アメリカン・フィクション』が受賞した。

## 概要
今回は「コンテンポラリー・ワールド・シネマ」部門を「センターピース」部門に改称し、新型コロナウイルス感染症の世界的流行によって第45回から続けられてきたデジタル上映との"ハイブリッド方式"での開催を前回の観客動員数が回復したことからデジタル上映での開催を廃止して現地での開催のみとなった。
映画祭の主催者は2023年のSAG-AFTRAストライキによって所属している俳優の宣伝活動が行えないため、ストライキが期限内に解決しない場合は映画祭に影響を及ぼす可能性が高いことを認めているが、アトム・エゴヤンの『Seven Veils』はSAG-AFTRAではなく、カナダの俳優組合であるACTRAの契約下で撮影されたカナダの作品であるため、主演のアマンダ・サイフリッドはプレミアに参加することができる。また、2023年プログラムのいくつかの作品は、著名な映画スターが監督を務めたため、監督としてプレミアに出席することができ、今回予定されているプログラムの70％はインディペンデント映画や国際的なプロデューサーによる作品であり、ストライキの影響は受けないとしている。

## プログラム
ラインナップは2023年6月から作品を順次発表していき、7月24日にガラ・プレゼンテーションとスペシャル・プレゼンテーションの上映作品を発表した。
オープニング作品として上映される『君たちはどう生きるか』は日本映画としてオープニング作品に選出されるのは初めてだが、アニメーション映画としてオープニング作品として選出されるのも本作が初めてとなった。また、日本からはガラ・プレゼンテーション部門に『君たちはどう生きるか』、スペシャル・プレゼンテーション部門に濱口竜介監督の『悪は存在しない』と是枝裕和監督の『怪物』、センターピース部門にヴィム・ヴェンダース監督の『PERFECT DAYS』と塚本晋也監督の『ほかげ』、プラットフォーム部門に近浦啓監督の『大いなる不在』、ウェイブレングス部門に西川智也監督の『Light, Noise, Smoke, and Light, Noise, Smoke』が出品され、『君たちはどう生きるか』が観客賞3位を受賞した。また、日本関連として「進ぬ!電波少年」での企画「電波少年的懸賞生活」でのなすびを題材にしたイギリスのドキュメンタリー映画『The Contestant』がドキュメンタリー部門にて上映された。
インド人監督ハニー・トラハンの『Punjab '95』は当初「ガラ・プレゼンテーション」部門で上映予定だったが、インドの配給会社によって出品を取り消しており、情報筋はVarietyに対してこの作品の「扇動的な」内容に政治的圧力が配給会社にかけられたと語った。
また、映画祭ではトーキング・ヘッズのコンサート映画『ストップ・メイキング・センス』が公開40周年を記念して4K修復版のIMAXワールドプレミア上映が行われ、2002年にトーキング・ヘッズがロックの殿堂入りした際の式典以来に4人のメンバーがスパイク・リーによるQ&Aセッションに一堂で登壇した。

### ガラ・プレゼンテーション
ガラ・プレゼンテーションとして以下の作品が選ばれた。
| 日本語題                          | 原題                                    | 監督                                              | 製作国                      |
| --------------------------------- | --------------------------------------- | ------------------------------------------------- | --------------------------- |
|                                   | 보통의 가족                             | ホ・ジノ                                          | 韓国                        |
| コンクリート・ユートピア          | 콘크리트 유토피아                       | オム・テファ                                      | 韓国                        |
| ダム・マネー ウォール街を狙え!    | Dumb Money                              | クレイグ・ギレスピー                              | アメリカ合衆国              |
| Fair Play/フェアプレー            | Fair Play                               | クロエ・ドモント                                  | アメリカ合衆国              |
|                                   | Finestkind                              | ブライアン・ヘルゲランド                          | アメリカ合衆国              |
| フローラとマックス                | Flora and Son                           | ジョン・カーニー                                  | アイルランド アメリカ合衆国 |
|                                   | Hate to Love: Nickelback                | リー・ブルックス                                  | カナダ                      |
|                                   | Lee                                     | エレン・クラス                                    | イギリス                    |
|                                   | Lil Nas X: Long Live Montero            | カルロス・ロペス・エストラーダ ザック・マニュエル | アメリカ合衆国              |
| ナイアド 〜その決意は海を越える〜 | Nyad                                    | エリザベス・チャイ・ヴァサルヘリィ ジミー・チン   | アメリカ合衆国              |
| スライ:スタローンの物語           | Sly (クロージング作品)                  | トム・ジニー                                      | アメリカ合衆国              |
|                                   | 밀수                                    | リュ・スンワン                                    | 韓国                        |
|                                   | Solo                                    | ソフィー・デュピュイ                              | カナダ                      |
|                                   | Swan Song                               | チェルシー・マクマラン                            | カナダ                      |
|                                   | Thank You For Coming                    | カラン・ブーラニ                                  | インド                      |
| 君たちはどう生きるか              | 君たちはどう生きるか (オープニング作品) | 宮崎駿                                            | 日本                        |
|                                   | The End We Start From                   | マヘリア・ベロ                                    | イギリス                    |
|                                   | Hong Tan Xian Sheng                     | ニン・ハオ                                        | 中国                        |
|                                   | The New Boy                             | ワーウィック・ソーントン                          | オーストラリア              |
| ロイヤルホテル                    | The Royal Hotel                         | キティ・グリーン                                  | オーストラリア              |

### スペシャル・プレゼンテーション
スペシャル・プレゼンテーションとして以下の作品が選ばれた。
| 日本語題                                     | 原題                                        | 監督                                        | 製作国                                    |
| -------------------------------------------- | ------------------------------------------- | ------------------------------------------- | ----------------------------------------- |
|                                              | Une année difficile                         | エリック・トレダノ オリヴィエ・ナカシュ     | フランス                                  |
| アメリカン・フィクション                     | American Fiction                            | コード・ジェファーソン                      | アメリカ合衆国                            |
| 落下の解剖学                                 | Anatomie d'une chute                        | ジュスティーヌ・トリエ                      | フランス                                  |
|                                              | Close to You                                | ドミニク・サヴェージ                        | カナダ イギリス                           |
|                                              | Daddio                                      | クリスティー・ホール                        | アメリカ合衆国                            |
|                                              | Les Jours heureux                           | クロエ・ロビショウ                          | カナダ                                    |
|                                              | El Rapto                                    | ダニエラ・ゴッジ                            | アルゼンチン                              |
|                                              | El Sabor de la Navidad                      | アレハンドロ・ロザーノ                      | メキシコ                                  |
| 悪は存在しない                               | 悪は存在しない                              | 濱口竜介                                    | 日本                                      |
|                                              | Ezra                                        | トニー・ゴールドウィン                      | アメリカ合衆国                            |
| フィンガーネイルズ                           | Fingernails                                 | クリストス・ニク                            | アメリカ合衆国                            |
|                                              | بنات ألفة                                   | カウテール・ベン・ハニア                    | フランス チュニジア ドイツ サウジアラビア |
|                                              | His Three Daughters                         | アザゼル・ジェイコブス                      | アメリカ合衆国                            |
| ヒットマン                                   | Hit Man                                     | リチャード・リンクレイター                  | アメリカ合衆国                            |
|                                              | In Restless Dreams: The Music of Paul Simon | アレックス・ギブニー                        | アメリカ合衆国                            |
| エドガルド・モルターラ ある少年の数奇な運命  | Rapito                                      | マルコ・ベロッキオ                          | イタリア フランス ドイツ                  |
|                                              | Knox Goes Away                              | マイケル・キートン                          | アメリカ合衆国                            |
| 墓泥棒と失われた女神                         | La chimera                                  | アリーチェ・ロルヴァケル                    | イタリア フランス スイス                  |
|                                              | L'Été dernier                               | カトリーヌ・ブレイヤ                        | フランス                                  |
| バティモン5 望まれざる者                     | Bâtiment 5                                  | ラジ・リ                                    | フランス                                  |
|                                              | Memory                                      | ミシェル・フランコ                          | アメリカ合衆国 メキシコ                   |
| 怪物                                         | 怪物                                        | 是枝裕和                                    | 日本                                      |
|                                              | Mother Couch                                | ニクラス・ラーション                        | アメリカ合衆国                            |
| ネクスト・ゴール・ウィンズ                   | Next Goal Wins                              | タイカ・ワイティティ                        | アメリカ合衆国                            |
|                                              | North Star                                  | クリスティン・スコット・トーマス            | イギリス                                  |
| ONE LIFE 奇跡が繋いだ6000の命                | One Life                                    | ジェームズ・ホーズ                          | イギリス                                  |
| ペイン・ハスラーズ                           | Pain Hustlers                               | デヴィッド・イェーツ                        | アメリカ合衆国                            |
|                                              | Poolman                                     | クリス・パイン                              | アメリカ合衆国                            |
| クイズ・レディー                             | Quiz Lady                                   | ジェシカ・ユー                              | アメリカ合衆国                            |
| レプタイル -蜥蜴-                            | Reptile                                     | グラント・シンガー                          | アメリカ合衆国                            |
|                                              | Ru                                          | チャールズ・オリヴィエ・ミショー            | カナダ                                    |
| ラスティン: ワシントンの「あの日」を作った男 | Rustin                                      | ジョージ・C・ウルフ                         | アメリカ合衆国                            |
|                                              | Seven Veils                                 | アトム・エゴヤン                            | カナダ                                    |
|                                              | Shoshana                                    | マイケル・ウィンターボトム                  | イギリス イタリア                         |
|                                              | Sing Sing                                   | グレッグ・クウェダー                        | アメリカ合衆国                            |
| ストップ・メイキング・センス                 | Stop Making Sense                           | ジョナサン・デミ                            | アメリカ合衆国                            |
|                                              | La Bête                                     | ベルトラン・ボネロ                          | フランス カナダ                           |
| 眠りの地                                     | The Burial                                  | マーガレット・ベッツ                        | アメリカ合衆国                            |
|                                              | The Convert                                 | リー・タマホリ                              | オーストラリア ニュージーランド           |
|                                              | The Critic                                  | アナンド・タッカー                          | イギリス                                  |
|                                              | The Dead Don't Hurt                         | ヴィゴ・モーテンセン                        | カナダ · メキシコ · デンマーク            |
| ホールドオーバーズ 置いてけぼりのホリディ    | The Holdovers                               | アレクサンダー・ペイン                      | アメリカ合衆国                            |
|                                              | La contadora de películas                   | ロネ・シェルフィグ                          | スペイン · フランス · チリ                |
|                                              | Chłopi                                      | ドロタ・コビエラ ヒュー・ウェルチマン       | ポーランド · セルビア · リトアニア        |
| 愛を耕すひと                                 | Bastarden                                   | ニコライ・アーセル                          | デンマーク · ドイツ · フランス            |
| 関心領域                                     | The Zone of Interest                        | ジョナサン・グレイザー                      | イギリス ポーランド アメリカ合衆国        |
|                                              | Tillsammans 99                              | ルーカス・ムーディソン                      | スウェーデン · デンマーク                 |
|                                              | Unicorns                                    | サリー・エル・ホセイニ ジェームズ・フロイド | イギリス · アメリカ合衆国 · スウェーデン  |
|                                              | Uproar                                      | ポール・ミドルディッチ ハミシュ・ベネット   | ニュージーランド                          |
|                                              | Wicked Little Letters                       | テア・シャロック                            | イギリス                                  |
|                                              | Wildcat                                     | イーサン・ホーク                            | アメリカ合衆国                            |
|                                              | Woman of the Hour                           | アナ・ケンドリック                          | アメリカ合衆国 カナダ                     |

### センターピース
センターピースとして以下の作品が選ばれた。
| 日本語題             | 原題                                               | 監督                                        | 製作国                                                                                |
| -------------------- | -------------------------------------------------- | ------------------------------------------- | ------------------------------------------------------------------------------------- |
|                      | 门前宝地                                           | シュー・ハオフェン シュー・ジュンフェン     | 中国                                                                                  |
|                      | A Happy Day                                        | ヒシャーム・ザマーン                        | ノルウェー · デンマーク                                                               |
|                      | El Viento Que Arrasa                               | パウラ・エルナンデス                        | アルゼンチン ウルグアイ                                                               |
|                      | गाउ आएको बाटो                                          | ナビン・スッバ                              | ネパール                                                                              |
| 二つの季節しかない村 | Kuru Otlar Üstüne                                  | ヌリ・ビルゲ・ジェイラン                    | トルコ · フランス · ドイツ · スウェーデン                                             |
|                      | Banel et Adama                                     | ラマタ・トゥーレイ・シー                    | フランス セネガル マリ                                                                |
|                      | Chuck Chuck Baby                                   | ジャニス・プー                              | イギリス                                                                              |
|                      | сэр сэр салхи                                      | ルカグヴァドゥラム・プレヴ＝オチル          | フランス モンゴル ポルトガル オランダ カタール ドイツ                                 |
| 瞳をとじて           | Cerrar Los Ojos                                    | ビクトル・エリセ                            | スペイン アルゼンチン                                                                 |
|                      | Death of a Whistleblower                           | イアン・ガブリエル                          | 南アフリカ共和国                                                                      |
| 枯れ葉               | Kuolleet lehdet                                    | アキ・カウリスマキ                          | フィンランド · ドイツ                                                                 |
|                      | Fitting In                                         | モリー・マクグリン                          | カナダ                                                                                |
|                      | Zielona Granica                                    | アグニエシュカ・ホランド                    | ポーランド · チェコ · フランス · ベルギー                                             |
|                      | Hey, Viktor!                                       | コーディー・ライトニング                    | カナダ                                                                                |
|                      | Holiday                                            | エドアード・ガブリエル                      | イタリア                                                                              |
|                      | Vampire humaniste cherche suicidaire consentant    | アリアンヌ・ルイ＝サイズ                    | カナダ                                                                                |
|                      | I Do Not Come To You By Chance                     | イシャヤ・バコ                              | ナイジェリア                                                                          |
|                      | In Flames                                          | ザラール・カーン                            | カナダ パキスタン                                                                     |
|                      | Inshallah Walad                                    | アムジャド・アル・ラシード                  | ヨルダン · フランス · サウジアラビア · カタール · エジプト                            |
|                      | Irena's Vow                                        | ルイーズ・アルシャンボール                  | カナダ ポーランド                                                                     |
|                      | Je’vida                                            | カーチャ・ガウリロフ                        | フィンランド                                                                          |
|                      | Kanaval                                            | ヘンリ・パルド                              | カナダ ルクセンブルク                                                                 |
|                      | Limbo                                              | アイヴァン・セン                            | オーストラリア                                                                        |
| 花嫁はどこへ?        | Laapata Ladies                                     | キラン・ラオ                                | インド                                                                                |
|                      | Mountains                                          | モニカ・ソレル                              | アメリカ合衆国                                                                        |
|                      | National Anthem                                    | ルーク・ギルフォード                        | アメリカ合衆国                                                                        |
| PERFECT DAYS         | Perfect Days                                       | ヴィム・ヴェンダース                        | 日本                                                                                  |
| ロボット・ドリームズ | Robot Dreams                                       | パブロ・ベルヘル                            | スペイン フランス                                                                     |
| ほかげ               | ほかげ                                             | 塚本晋也                                    | 日本                                                                                  |
|                      | Shayda                                             | ヌーラ・ニアサリ                            | オーストラリア                                                                        |
|                      | Sira                                               | アポリーヌ・トラオレ                        | ブルキナファソ セネガル フランス ドイツ                                               |
|                      | 雪豹                                               | ペマ・ツェテン                              | 中国                                                                                  |
|                      | Sweet Dreams                                       | エナ・センディヤレヴィッチ                  | オランダ · スウェーデン · インドネシア · フランス                                     |
|                      | 燃冬                                               | アンソニー・チェン                          | 中国                                                                                  |
|                      | Los Delincuentes                                   | ロドリゴ・モレノ                            | アルゼンチン · ブラジル · ルクセンブルク · チリ                                       |
|                      | The Feeling That the Time for Something Has Passed | ジョアンナ・アルノウ                        | アメリカ合衆国                                                                        |
|                      | The Monk and the Gun                               | パオ・チョニン・ドルジ                      | ブータン フランス アメリカ合衆国 台湾                                                 |
|                      | Simple Comme Sylvain                               | モニア・ショクリ                            | カナダ フランス                                                                       |
|                      | Son Hasat                                          | セミル・アガシコグル                        | トルコ · ブルガリア                                                                   |
|                      | Los Colonos                                        | フェリペ・ガルベス                          | チリ · アルゼンチン · フランス · デンマーク · イギリス · 台湾 · スウェーデン · ドイツ |
|                      | Das Lehrerzimmer                                   | イルカー・チャタク                          | ドイツ                                                                                |
|                      | Dispararon Al Pianista                             | フェルナンド・トルエバ ハビエル・マリスカル | スペイン フランス                                                                     |
|                      | Pedágio                                            | カロリーナ・マルコヴィッツ                  | ブラジル ポルトガル                                                                   |
|                      | A Cielo Abierto                                    | マリアナ・アリアガ ギレルモ・アリアガ       | メキシコ スペイン                                                                     |
|                      | We Grown Now                                       | ミンハル・ベイグ                            | アメリカ合衆国                                                                        |
|                      | Wald                                               | エリザベス・シャラング                      | オーストリア                                                                          |
|                      | Anak Ka Ng Ina Mo                                  | ジュン・ロブレス・ラナ                      | フィリピン                                                                            |

### プラットフォーム
プラットフォーム部門の審査員はバリー・ジェンキンス、ナディーン・ラバキー、アンソニー・シムで構成されている。

### ミッドナイト・マッドネス部門
ミッドナイト・マッドネス部門として以下の作品が選ばれた。
| 日本語題                      | 原題                                  | 監督                                  | 製作国                                                                    |
| ----------------------------- | ------------------------------------- | ------------------------------------- | ------------------------------------------------------------------------- |
| AGGRO DR1FT                   | Aggro Dr1ft                           | ハーモニー・コリン                    | アメリカ合衆国                                                            |
|                               | Boy Kills World                       | モーリッツ・モール                    | ドイツ 南アフリカ共和国 アメリカ合衆国                                    |
| ディックス!! ザ・ミュージカル | Dicks: The Musical (オープニング作品) | ラリー・チャールズ                    | アメリカ合衆国                                                            |
|                               | Hell of a Summer                      | フィン・ウルフハード ビリー・ブリック | アメリカ合衆国 カナダ                                                     |
|                               | KILL                                  | ニクヒル・バット                      | インド                                                                    |
|                               | ناقة                                  | メシャル・アルジャセル                | サウジアラビア                                                            |
|                               | Riddle of Fire (クロージング作品)     | ウェストン・ラズーリ                  | アメリカ合衆国                                                            |
|                               | 잠                                    | ジェイソン・ユー                      | 韓国                                                                      |
|                               | Cuando Acecha la Maldad               | デミアン・ラグナ                      | アルゼンチン                                                              |
|                               | Radnička klasa ide u pakao            | ムラデン・ジョルジェヴィッチ          | セルビア · ギリシャ · ブルガリア · モンテネグロ · クロアチア · ルーマニア |

### プライムタイム
プライムタイム部門として以下の作品が選ばれた。
| 日本語題           | 原題                        | 監督 | 製作国                                              |
| ------------------ | --------------------------- | --- | --------------------------------------------------- |
|                    | Alice & Jack                | ヴィクター・レヴィン ユホ・クオスマネン ホン・カウ                                                                                 | イギリス                                            |
| すべての見えない光 | All the Light We Cannot See | ショーン・レヴィ スティーヴン・ナイト                                                                                              | アメリカ合衆国                                      |
|                    | ילד רע                      | ハガー・ベン＝アッシャー ロン・レシェム ダニエル・チェン ロエ・フロレンティン モシェ・マルカ アミット・コーエン ダニエル・アムセル | アイスランド                                        |
|                    | 몸값                        | ビョン・スンミン チョン・ウソン | 韓国                                                |
|                    | Black Life: Untold Stories  | レスリー・ノーヴィル | カナダ                                              |
|                    | Bria Mack Gets a Life       | サッシャ・リー・ヘンリー | カナダ                                              |
|                    | Estonia                     | ミッコ・オイコネン | フィンランド · スウェーデン · ベルギー · エストニア |
|                    | Expats                      | ルル・ワン | アメリカ合衆国                                      |
|                    | Telling Our Story           | キム・オボンサウィン | カナダ                                              |

### TIFFクラシックス
| 日本語題                      | 原題                               | 監督                           | 製作国    | 製作年 |
| ----------------------------- | ---------------------------------- | ------------------------------ | --------- | ------ |
|                               | Artie Shaw: Time Is All You've Got | ブリジット・バーマン           | カナダ    | 1985   |
| さらば、わが愛/覇王別姫       | 霸王別姬                           | チェン・カイコー               | 中国 香港 | 1993   |
| 狂気の愛                      | L'amour fou                        | ジャック・リヴェット           | フランス  | 1969   |
| トゥキ・ブゥキ / ハイエナの旅 | Touki Bouki                        | ジブリル・ジオップ・マンベティ | セネガル  | 1973   |

## 受賞者
受賞者は9月17日に発表された。
| 賞                                               | 作品                                         | 監督                                        |
| ------------------------------------------------ | -------------------------------------------- | ------------------------------------------- |
| 観客賞 - 受賞                                    | アメリカン・フィクション                     | コード・ジェファーソン                      |
| 観客賞 - 次点1位                                 | ホールドオーバーズ 置いてけぼりのホリディ    | アレクサンダー・ペイン                      |
| 観客賞 - 次点2位                                 | 君たちはどう生きるか                         | 宮崎駿                                      |
| 観客賞（ドキュメンタリー部門） - 受賞            | Mr. Dressup: The Magic of Make-Believe       | ロバート・マッカラン                        |
| 観客賞（ドキュメンタリー部門） - 次点1位         | Summer Qamp                                  | ジェン・マーコウィッツ                      |
| 観客賞（ドキュメンタリー部門） - 次点2位         | Mountain Queen: The Summits of Lhakpa Sherpa | ルーシー・ウォーカー                        |
| 観客賞（ミッドナイト・マッドネス部門） - 受賞    | ディックス!! ザ・ミュージカル                | ラリー・チャールズ                          |
| 観客賞（ミッドナイト・マッドネス部門） - 次点1位 | KILL                                         | ニクヒル・バット                            |
| 観客賞（ミッドナイト・マッドネス部門） - 次点2位 | Hell of a Summer                             | フィン・ウルフハード ビリー・ブリック       |
| プラットフォーム賞                               | Dear Jassi                                   | ターセム・シン                              |
| カナダ長編映画賞                                 | Solo                                         | ソフィー・デュピュイ                        |
| カナダ長編映画賞 - 佳作                          | Kanaval                                      | ヘンリ・パルド                              |
| カナダ短編映画賞                                 | Motherland                                   | ジャスミン・モザファリ                      |
| 国際短編映画賞                                   | Electra                                      | ダリア・カシチェワ                          |
| FIPRESCI賞                                       | Seagrass                                     | メレディス・ハマ・ブラウン                  |
| ネットパック賞                                   | Sthal                                        | ジャヤント・ディガムバール・ソマルカル      |
| ネットパック賞 - 佳作                            | 미망                                         | キム・テヤン                                |
| アンプリファイ・ボイス - 作品賞                  | Kanaval                                      | ヘンリ・パルド                              |
| アンプリファイ・ボイス - 処女作品賞              | Tautuktavuk (What We See)                    | キャロル・クヌク ルーシー・トゥルガルジュク |
| アンプリファイ・ボイス - トレイルブレイザー      | デイモン・ドオリヴェイラ                     | デイモン・ドオリヴェイラ                    |
| チェンジメーカー賞                               | We Grown Now                                 | ミンハル・ベイグ                            |
| シェア・ハー・ジャーニー                         | Shé (Snake)                                  | レニー・ジャン                              |

### TIFFトリビュート・アワード
映画で傑出した俳優や映画製作者を称えるために対する功労賞のTIFFトリビュート・アワード(TIFF Tribute Award)は映画祭の開催前・開催期間中の発表となった。
| 賞                                              | 受賞者                     |
| ----------------------------------------------- | -------------------------- |
| ノーマン・ジュイソン賞                          | ショーン・レヴィ           |
| パフォーマー賞                                  | コールマン・ドミンゴ       |
| パフォーマー賞                                  | ヴィッキー・クリープス     |
| 監督賞                                          | スパイク・リー             |
| バラエティ・アーティシャン・アワード            | ウカシュ・ジャル           |
| エマージング・タレント・アワード                | カロリーナ・マルコヴィッツ |
| ジェフ・スコール賞 (インパクト・メディア部門)   | ペドロ・アルモドバル       |
| シェア・ハー・ジャーニー グラウンドブレーカー賞 | パトリシア・アークエット   |
| 特別功労賞                                      | アンディ・ラウ             |